# Krassószékás
Krassószékás (románul: Secășeni) település Romániában, Krassó-Szörény megyében. Lakosainak száma 374 fő (2021. december 1.).

## Fekvése
Versectől északkeletre fekvő település.

## Története
Krassószékás, Székás(pataka), -bánya nevét 1342-ben említette először oklevél Zekas, Kethzykas, 1357-ben Zekaspotok néven.
1342 előtt Károly Róbert király a két Székás falut Zokul kenéznek adta. 1358-ban Besenyő János érsomlyói várnagyé, akinek I. Lajos király adta Székásvölgyet Székásbányától (ma Dognácska) egészen a Krassó folyóig. A 20. század elején Krassó-Szörény vármegye Oravicbányai járásához tartozott. 
1910-ben 1058 lakosából 8 magyar, 27 német, 1437 román, 33 cigány volt. Ebből 38 római katolikus, 636 görögkatolikus, 832 görögkeleti ortodox volt.